# Puchar Interkontynentalny w Lekkoatletyce 2018 – bieg na 400 m przez płotki mężczyzn
Bieg na 400 metrów przez płotki mężczyzn – jedna z konkurencji biegowych rozgrywana w ramach lekkoatletycznyego pucharu interkontynentalnego na Stadionie miejskim w Ostrawie-Witkowicach.

## Terminarz
Źródło: worldathletics.org.
| Data       | Godzina |
| ---------- | ------- |
| 8 września | 16:14   |

## Rekordy
Tabela prezentuje rekord świata, rekord pucharu interkontynentalnego, rekordy kontynentów oraz najlepszy wynik na listach światowych w sezonie 2018 przed rozpoczęciem mistrzostw.
|                                     | Zawodnik           | Wynik | Miejsce   | Data                 |
| ----------------------------------- | ------------------ | ----- | --------- | -------------------- |
| Rekord świata                       | Kevin Young        | 46,78 | Barcelona | 6 sierpnia 1992(dts) |
| Listy światowe                      | Abderrahaman Samba | 46,98 | Paryż     | 30 czerwca 2016(dts) |
| Rekord pucharu interkontynentalnego | Edwin Moses        | 47,37 | Rzym      | 4 września 1981(dts) |
| Rekord Afryki                       | Samuel Matete      | 47,10 | Zurych    | 7 sierpnia 1991(dts) |
| Rekord Azji                         | Abderrahaman Samba | 46,98 | Paryż     | 30 czerwca 2018(dts) |
| Rekord Ameryki Północnej            | Kevin Young        | 46,78 | Barcelona | 6 sierpnia 1992(dts) |
| Rekord Ameryki Południowej          | Bayano Kamani      | 47,84 | Helsinki  | 7 sierpnia 2005(dts) |
| Rekord Europy                       | Stéphane Diagana   | 47,37 | Lozanna   | 5 lipca 1995(dts)    |
| Rekord Australii i Oceanii          | Rohan Robinson     | 48,28 | Atlanta   | 31 lipca 1996(dts)   |

## Rezultaty
Źródło: worldathletics.org.
| Pozycja | Tor | Zawodnik            | Drużyna        | Czas  | Punkty | Uwagi |
| ------- | --- | ------------------- | -------------- | ----- | ------ | ----- |
| 1.      | 3   | Abderrahaman Samba  | Azja i Oceania | 47,37 | 8      | CR    |
| 2.      | 1   | Annsert Whyte       | Ameryka        | 48,46 | 7      | SB    |
| 3.      | 4   | Karsten Warholm     | Europa         | 48,56 | 6      |       |
| 4.      | 8   | Yasmani Copello     | Europa         | 48,65 | 5      |       |
| 5.      | 6   | Abdelmalik Lahoulou | Afryka         | 49,12 | 4      |       |
| 6.      | 7   | Takatoshi Abe       | Azja i Oceania | 49,80 | 3      |       |
| 7.      | 2   | Cornel Fredericks   | Afryka         | 50,54 | 2      |       |
| 8.      | 5   | Kyron McMaster      | Ameryka        | 52,62 | 1      |       |

## Klasyfikacja drużynowa
Źródło:
| Miejsce | Drużyna        | Punkty indywidualne | Punkty drużynowe        |
| ------- | -------------- | ------------------- | ----------------------- |
| 1.      | Europa         | 11                  | 14 (wykorzystany joker) |
| 1.      | Azja i Oceania | 11                  | 7                       |
| 3.      | Ameryka        | 8                   | 4                       |
| 4.      | Afryka         | 6                   | 2                       |